# Liste d'arbitres de tennis
Cet article liste les arbitres de chaise actuels et passés qui ont obtenu le badge d'or — plus haut niveau d'arbitrage — par la Fédération internationale de tennis (ITF).  Ces arbitres officient généralement dans les rencontres du Grand Chelem, de l'ATP Tour et du WTA Tour.

## Arbitres en activité

### Masculin
| Arbitre             | Nationalité | Commentaires | Notes |
| ------------------- | ----------- | --- | ----- |
| Manuel Absolu       | France      | le plus jeune arbitre à avoir atteint ce niveau |       |
| Pierre Bacchi       | France      | Arbitre WTA. 8 finales de masters 1000 |       |

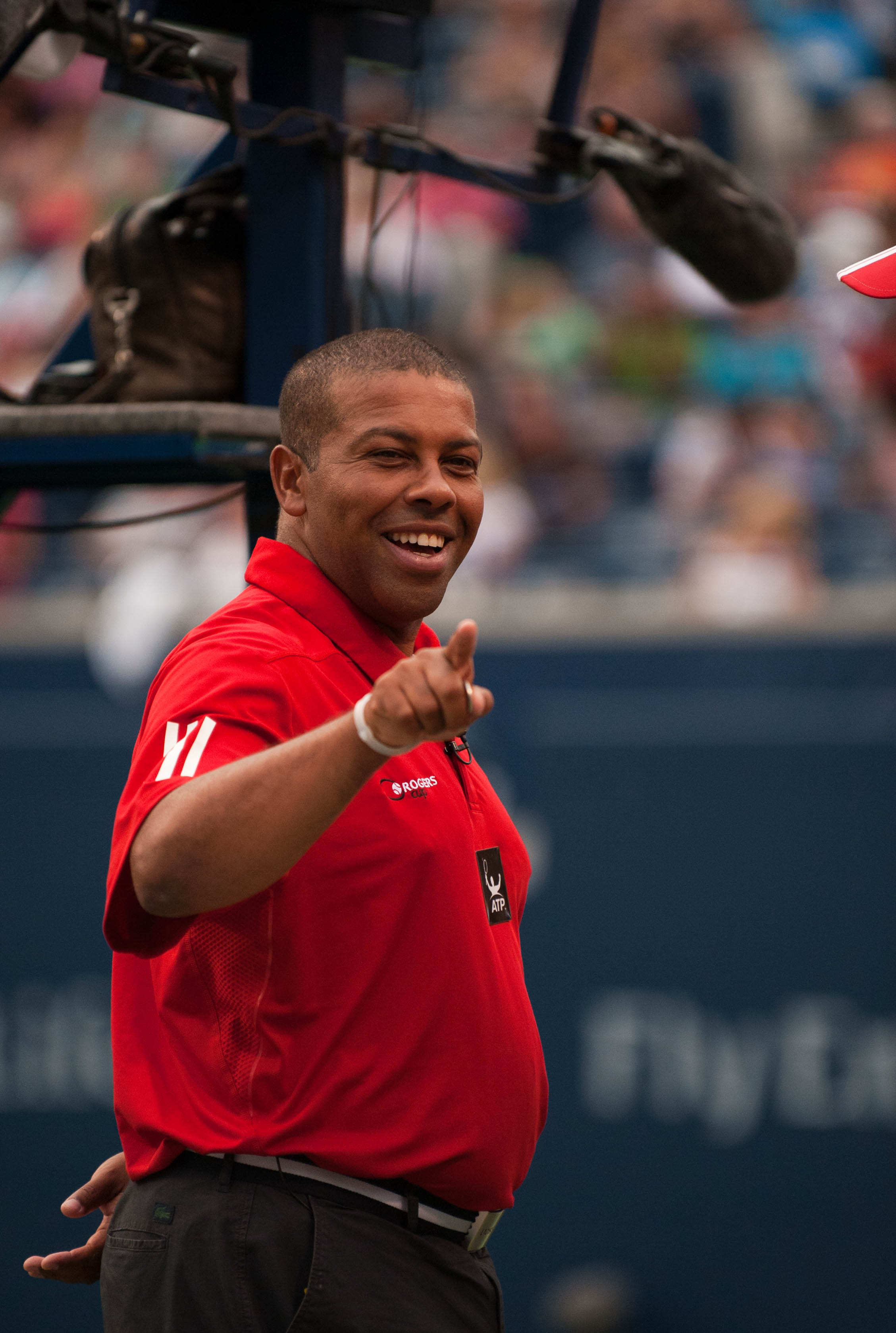
L'arbitre brésilien Carlos Bernardes lors de l'édition 2010 de la Rogers Cup in Toronto.

| John Blom           | Australie   | Il a arbitré la finale du simple messieurs de l'Open d'Australie en 2013 et 2022. |       |
| Jaume Campistol     | Espagne     | Arbitre de chaise ITF |       |
| Damien Dumusois     | France      | Il a arbitré la finale dames du tournoi de Roland-Garros en 2010 et la finale messieurs en 2012, 2015, 2016, 2018 et 2023, ainsi que la finale du simple messieurs des JO de Paris 2024. |       |
| Mohamed El Jennati  | Maroc       | |       |
| Arnaud Gabas        | France      | | [ 1 ] |
| Jake Garner         | États-Unis  | Il a arbitré la finale du simple messieurs de l'US Open en 2007, 2009, 2012, 2013 et 2014 ainsi que la finale du simple messieurs de l'Open d'Australie en 2011, 2015 et 2018. Il travaille pour l'ITF.                                                                                     | .     |
| Nico Helwerth       | Allemagne   | |       |
| Emmanuel Joseph     | France      | Il a arbitré la finale dames du tournoi de Roland-Garros en 2006, 2008 et 2015 ainsi que la finale du double mixte aux Jeux Olympiques de Londres 2012 et de Wimbledon 2018. | [ 3 ] |
| James Keothavong    | Royaume-Uni | Arbitre pour l'ITF, il officie la finale du simple messieurs du tournoi de Wimbledon en 2014 opposant Novak Djokovic et Roger Federer, la finale de l'Open d'Australie 2017 entre ce même Roger Federer et Rafael Nadal, et la finale du simple dames des Internationaux de France en 2018. |       |
| Mohamed Lahyani     | Suède/Maroc | Arbitre de chaise ATP Il a officié les deux matches les plus longs de l'histoire de Wimbledon : le match Isner - Mahut en 2010, et Čilić et Querrey en 2012. | ,     |
| Renaud Lichtenstein | France      | Il a arbitré la finale de simple femmes de Roland Garros en 2017, la finale masculine en 2019 et 2024. et la finale de simple masculine de Wimbledon en 2022. |       |
| Manuel Messina      | Italie      | |       |
| Gianluca Moscarella | Italie      | | [ 6 ] |
| Fergus Murphy       | Irlande     | Arbitre de chaise ATP | [ 7 ] |
| Ali Nili            | Iran        | Arbitre de chaise ATP et superviseur Il a arbitré la finale du simple messieurs de Wimbledon en 2015 |       |
| Kader Nouni         | France      | Arbitre de chaise WTA. Il a arbitré la finale du simple dames des Internationaux de France en 2013 et 2014. |       |
| Adel Nour           | Égypte      | |       |
| Carlos Ramos        | Portugal    | ITF Grand Slam Chair Umpire Il officie la finale du simple messieurs lors des Jeux olympiques de 2012. |       |
| Damián Steiner      | Argentine   | |       |
| Thomas Sweeney      | Australie   | | [ 1 ] |

### Féminin

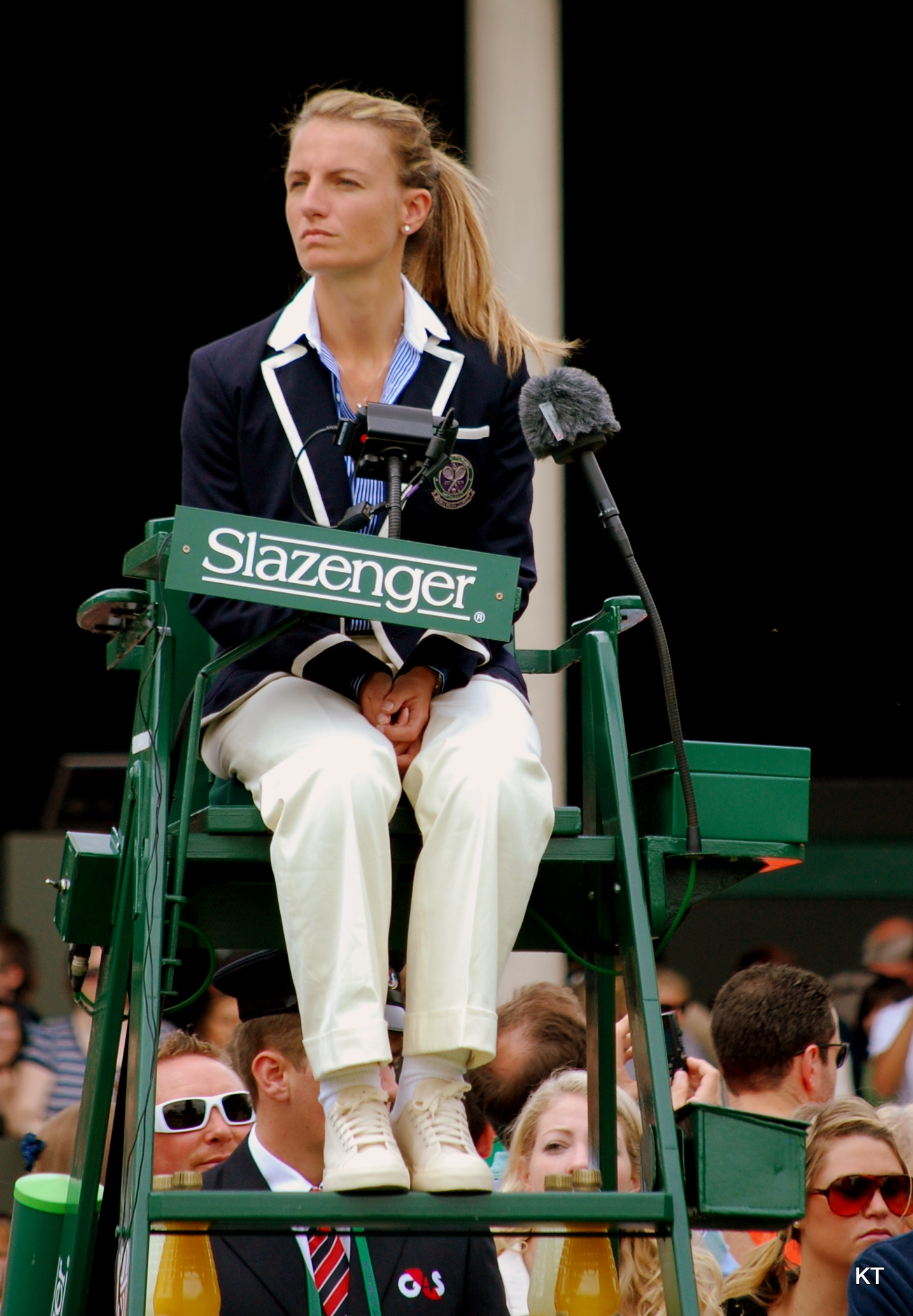
Eva Asderaki arbitrant la rencontre entre Pablo Andujar et Ryan Sweeting, lors du Tournoi de Wimbledon 2011.

| Arbitre                 | Nationalité | Commentaires | Notes  |
| ----------------------- | ----------- | --- | ------ |
| Mariana Alves           | Portugal    | | [ 8 ]  |
| Éva Asderáki-Moore      | Grèce       | Arbitre de chaise ITF. Elle a arbitré la finale messieurs de l'US Open 2015, ainsi que les finales dames de l'US Open 2011 et de Wimbledon 2013.                                                       | ,      |
| Marija Čičak            | Croatie     | | [ 11 ] |
| Louise Azémar Engzell   | Suède       | Arbitre de chaise ITF. Elle a arbitré la finale dames de Roland-Garros 2011, de l'US Open 2012 et des Jeux olympiques de Londres.                                                                      | [ 12 ] |
| Alison Hughes (ex-Lang) | Royaume-Uni | | [ 13 ] |
| Julie Kjendlie          | Norvège     | | [ 14 ] |
| Paula Vieira Souza      | Brésil      | | [ 15 ] |
| Kelly Thompson          | Royaume-Uni | | [ 1 ]  |
| Aurélie Tourte          | France      | Arbitre de chaise ATP Elle a arbitré la finale messieurs de Roland-Garros 2021 et a arbitré le match de l'US Open 2020 où Djokovic s'est fait disqualifier, ainsi que finale du Masters masculin 2023. | [ 16 ] |
| Marijana Veljović       | Serbie      | Arbitre de chaise ITF | [ 17 ] |
| Juan Zhang              | Chine       | | [ 18 ] |

## Arbitres n'exerçant plus
| Arbitre            | Nationalité | Commentaires | Notes  |
| ------------------ | ----------- | --- | ------ |
| Stéphane Apostolou | France      | Arbitre badge Or de 1997 à 2000. Juge-Arbitre International badge Or depuis 2005. Juge-Arbitre adjoint de Roland Garros de 2006 à 2010. Juge-Arbitre du Rolex Monte-Carlo Masters depuis 2006.                                                                                   |        |
| Gerry Armstrong    | Royaume-Uni | Arbitre de chaise pendant 41 ans, puis superviseur pour l'ATP Juge Arbitre assistant du tournoi de Wimbledon. | [ 19 ] |
| Carlos Bernardes   | Brésil      | Arbitre de chaise ATP |        |
| Bertie Bowron      | Royaume-Uni | | [ 20 ] |
| Laura Ceccarelli   | Italie      | Superviseure WTA |        |
| Fabián Cherny      | Argentine   | Seul arbitre sud-américain aux Jeux d'Atlanta. | [ 21 ] |
| Norm Chryst        | États-Unis  | | [ 22 ] |
| Georgina Clark     | Royaume-Uni | Première femme à avoir arbitré une finale d'un tournoi du Grand Chelem (Wimbledon 1984). |        |
| Kerrilyn Cramer    | Australie   | | [ 23 ] |
| Kieth Crossland    | États-Unis  | Superviseur de l'USTA |        |
| Jorge Dias         | Portugal    | |        |
| Fiona Edwards      | Royaume-Uni | |        |
| Andreas Egli       | Suisse      | Superviseur des tournois du Grand Chelem | [ 24 ] |
| John Frame         | Royaume-Uni | Il a arbitré 7 finales à Wimbledon dont trois finales hommes. |        |
| Sande French       | États-Unis  | Arbitre depuis 1986 auprès de l'USTA, l'ITF et la WTA | [ 25 ] |
| Lars Graff         | Suède       | Superviseur ATP, arbitre entre 1997 et 2012. | [ 26 ] |
| Romano Grillotti   | Italie      | Arbitre professionnel entre 1984 et 2007. | [ 27 ] |
| Frank Hammond      | États-Unis  | Premier arbitre à devenir professionnel dans les années 1970. A officié le célèbre match McEnroe-Nastase à l'US Open en 1979. | [ 28 ] |
| Jane Harvey        | Royaume-Uni | Elle a arbitré 5 finale à Wimbledon, 4 aux Jeux olympiques et c'est la première femme à avoir arbitré une rencontre du groupe mondial de Coupe Davis. | [ 29 ] |
| Cecil Hollins      | États-Unis  | | [ 30 ] |
| Richard Ings       | Australie   | Vice-président exécutif chargé des règles et de la compétition à l'ATP, CEO de l'autorité de l'antidopage australienne. | [ 31 ] |
| Edward James       | Royaume-Uni | | [ 32 ] |
| Sandra de Jenken   | France      | Elle est la première femme à arbitrer une finale de Coupe Davis. Elle a arbitré 13 finales de Grand Chelem, incluant les finales du simple messieurs a l'Open d'Australie et a Roland Garros (2007).                                                                             | [ 33 ] |
| Donna Kelso        | Australie   | Superviseure WTA | [ 34 ] |
| Gil de Kermadec    | France      | DTN du tennis français dans les années 1970 et 1980. | [ 35 ] |
| Anne Lasserre      | France      | Première femme à avoir arbitré une finale hommes d'un tournoi du Grand Chelem. |        |
| Billy Lipp         | États-Unis  | Superviseur de l'USTA |        |
| David Littlefield  | États-Unis  | Superviseur de l'USTA | [ 36 ] |
| Mike Loo           | États-Unis  | Superviseur de tournois Challenger et de l'USTA |        |
| Wayne McKewen      | Australie   | Superviseur des tournois du Grand Chelem |        |
| Missy Malool       | États-Unis  | Superviseure de l'USTA |        |
| Pascal Maria       | France      | Il a arbitré un total de 10 finales de Grand Chelem, incluant la finale de simple messieurs de Wimbledon en 2008, la finale du simple messieurs de l'Open d'Australie en 2009 et 2012 et la finale du simple messieurs des internationaux de France en 2002, 2009, 2014 et 2017. |        |
| Enric Molina       | Espagne     | Chef des officiels auprès de l'ITF. | [ 37 ] |
| Javier Moreno      | Espagne     | |        |
| Mike Morrissey     | Royaume-Uni | Arbitre d'une finale à Wimbledon. Il est le seul officiel à avoir detenu simultanément les trois badges d'or (Arbitre, Juge Arbitre et Chef des Arbitres) |        |
| Cédric Mourier     | France      | Arbitre de chaise ATP et superviseur Il a arbitré la finale du simple messieurs des Internationaux de France en 2001, 2004, 2006, 2010, et 2013 | [ 38 ] |
| Christina Olaussen | Danemark    | |        |
| Denis Overberg     | Australie   | |        |
| François Pareau    | France      | 2 finales simple messieurs (1999 - 2000) et 1 finale simple dames (1997) à Roland-Garros |        |
| John Parry         | Royaume-Uni | | [ 39 ] |
| Norbert Peick      | Allemagne   | |        |
| Bruno Rebeuh       | France      | Il a arbitré à plusieurs reprises la finale du tournoi de Roland-Garros et celle de l'Open d'Australie en 1991. | [ 40 ] |
| Dessie Samuels     | États-Unis  | Superviseure de l'USTA | [ 41 ] |
| Jeremy Shales      | Royaume-Uni | Arbitre lors de 11 finales à Wimbledon. | [ 42 ] |
| Freddie Sore       | Royaume-Uni | Plus ancien arbitre de Wimbledon (pendant 40 ans). | [ 43 ] |
| Bob Strachan (en)  | Australie   | |        |
| Felix Torralba     | Espagne     | | [ 44 ] |
| Steve Ullrich      | États-Unis  | |        |
| Ted Watts          | Royaume-Uni | Arbitre depuis les années 1980. | [ 45 ] |
| Lynn Welch         | États-Unis  | Arbitre entre 1991 et 2013. | [ 46 ] |
| Leanne White       | Australie   | | [ 47 ] |
| Bunny Williams     | États-Unis  | Superviseur de l'USTA |        |